# Marineregimentet
 Der er for få eller ingen kildehenvisninger i denne artikel, hvilket er et problem. Du kan hjælpe ved at angive troværdige kilder til de påstande, som fremføres i artiklen.

Marineregimentet, var en dansk-norsk kampenhed, som blev oprettet i 1672 med kaptajn Vogel som chef og havde garnison på Flådestation Glückstadt i byen Glückstadt, grundlagt af Christian 4. i 1617 ved Elben i Holsten.
I tiden før regimentets grundlæggelse havde danske orlogsskibe altid en gruppe regulære soldater om bord, hvis opgave var at beskyde dæk og rigning samt at entre og erobre fjendtlige fartøjer.
Oprettelsen af regimentet skyldtes formodentlig uklarhed om kommandoveje, udførelse af befalinger og andre organisatoriske foretag. Regimentets soldater måtte ikke forveksles med skibets matroser.
I flere år herefter havde danske orlogsskibe to chefer, skibsføreren som tog sig af sejlads, manøvrering og navigation, medens chefen for marineinfanteristerne var leder af selve kamphandlingerne.
Det blev betragtet som en straf at være mariner (marineinfanterist), og rekrutteringsgrundlaget til enheden omfattede individer som ikke kunne tilpasse sig i andre enheder.
Dette skabte en tradition for særdeles hårdføre soldater. Selv blandt søens folk var disse soldater (eller soldateske som de også omtales) frygtede og hadede. Men en ting man ikke kunne fratage dem var deres kampvilje og -mod. Enheden gik ærefuldt ud af det ene slag efter det andet, uanset den danske indsats generelt. I flere slag fik de tilladelse til at forlade kamppladserne med våben i hånd som en anerkendelse for deres indsats.
I 1741 skiftede regimentet navn til Bornholmske infanteriregiment, som fik garnison i Rendsborg i Sydslesvig/ Holsten. I 1951 organiseredes 1 Bataljon af Bornholms værn, på grundlag af den tidligere 7. Bataljon der er oprettet d. 31/12 1680

## Navngivning og garnison
I løbet af årene havde Marineregimentet mange forskellige navne og havde flere forskellige garnisoner:
- 1672: Vogels Marinekompagni
- 1680: Marineregimentet
- 1741: Bornhomlske Infanteriregiment
- 1785: Aarhusiske Infanteriregiment
- 1790: 1. Jyske Infanteriregiment
- 1842: 7. Line-Infanteri-Batailljon
- 1860: 7. Infanteri-Batailljon
- 1863: 7. Infanteri-Regiment
- 1865: 7. Line-Infanteri-Batailljon
- 1867: 7. Infanteri-Batailljon
- 1951: Marineregimentet, 1 Bataljon Bornholm værn
- 2000: Nedlagt

Regimentet har haft garnison i følgende byer:
- 1741: Rendsborg
- Nørre-jylland
- 1816: København,
- 1861: Sønderborg
- 1864: Svendborg (senere Nyborg)
- 1913: Vordingborg
- 1952: Bornholm

## Marineregimentets fane
På Marineregimentets 2 fanebånd står der henholdsvis:
- Neksø 1645
- Torsebro 1710
- Gadesbush 1712
- Fredericia 1849
- Frederiksstad 1850
- Dybbøl 1864

## Faldet i tjeneste 1952 - 2000
- 16. august 1974, oversergent Benth Schultz Christensen ( 21. september 1952 – 16. august 1974 ) UNFICYP, Hold 21.
- 18. februar 1978, oversergent Finn Aarup Christensen ( 28. juli 1951 - 18. februar 1978 ) UNFICYP, hold 28.